# 2 mm Kolibri
El cartucho 2 mm Kolibri fue el cartucho de fuego central más pequeño disponible comercialmente. Fue patentado en 1910 e introducido en 1914 por el relojero austriaco y fabricante de pistolas miniatura Franz Pfannl, con el apoyo financiero de Georg Grabner. Fue diseñado para acompañar a la pistola semiautomática Kolibri, comercializada como un arma de defensa personal.
El cartucho monta una bala de 3 gramos, mide 3 milímetros (0,12 pulgadas) en su punto más ancho y 11 mm (0,43 pulgadas) desde la base hasta la punta de la bala. La serie y la mayoría de las armas de Franz Pfannl se interrumpieron en 1938.
Al igual que la serie de armas de fuego relacionadas, la pistola es ahora un objeto de colección, con alrededor de mil ejemplares producidos. Es notable por disparar el cartucho de fuego central más pequeño jamás producido.